# 殷恒民
殷恒民（1957年3月—），江苏吴江人，中华人民共和国外交官。北京外国语学院西语系毕业。

## 经历
2004年，接替麦国彦，担任中华人民共和国驻秘鲁大使。2007年，接替任景玉，担任中华人民共和国驻墨西哥大使。2011年，接替曾钢，担任中华人民共和国驻阿根廷大使。2014年10月卸任。2015年起出任中国政府拉美事务特别代表。

## 荣誉

### 外国勋章奖章
- 墨西哥阿兹特克雄鹰大绶勋章（西班牙语：Orden Mexicana del Águila Azteca）（墨西哥，2012年5月24日公布[6]，2012年10月31日于布宜诺斯艾利斯颁发[7]）
- 五月大十字勋章（阿根廷，2014年8月13日于布宜诺斯艾利斯圣马丁宫颁发[8]）